# Federal Union
Federal Union est un groupement britannique pro-européen créé en novembre 1938 pour défendre l'idée d'une union fédérale en Europe comme un objectif d'après-guerre. Elle continue d'exister aujourd'hui, défendant le fédéralisme pour toute l'Europe et le reste du monde.

## Compléments